# Processione

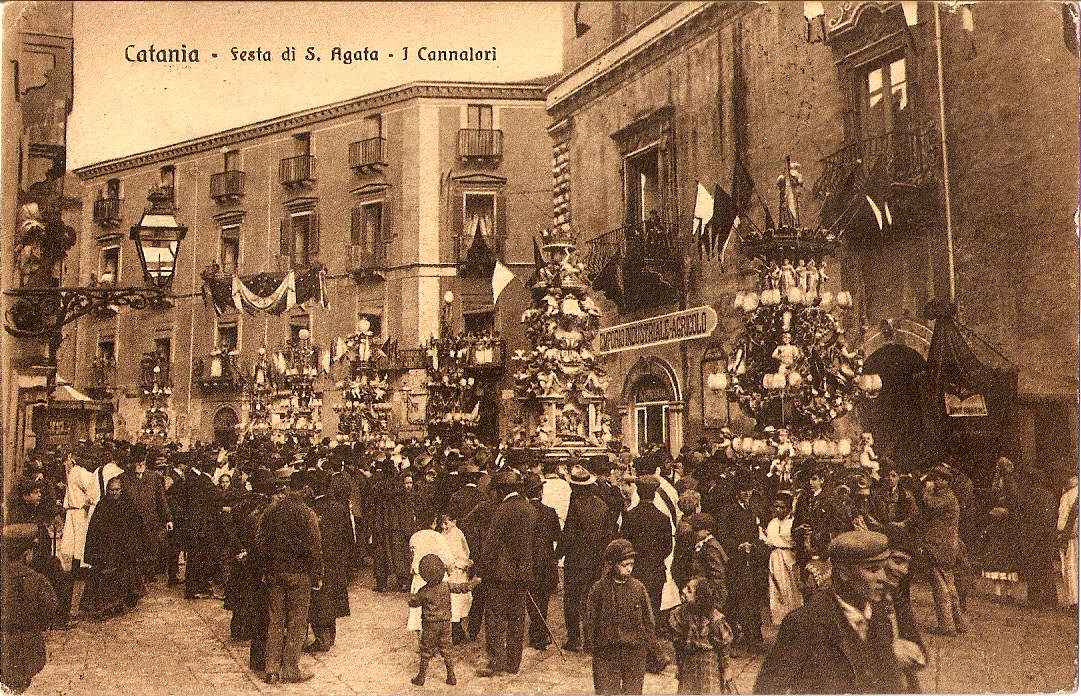
Processione dei cannalori per la festa di sant'Agata, Catania, 1915

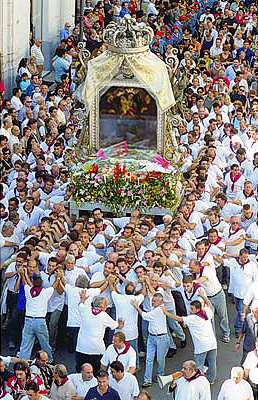
La pesante Vara alla processione di Festa Madonna di Reggio Calabria

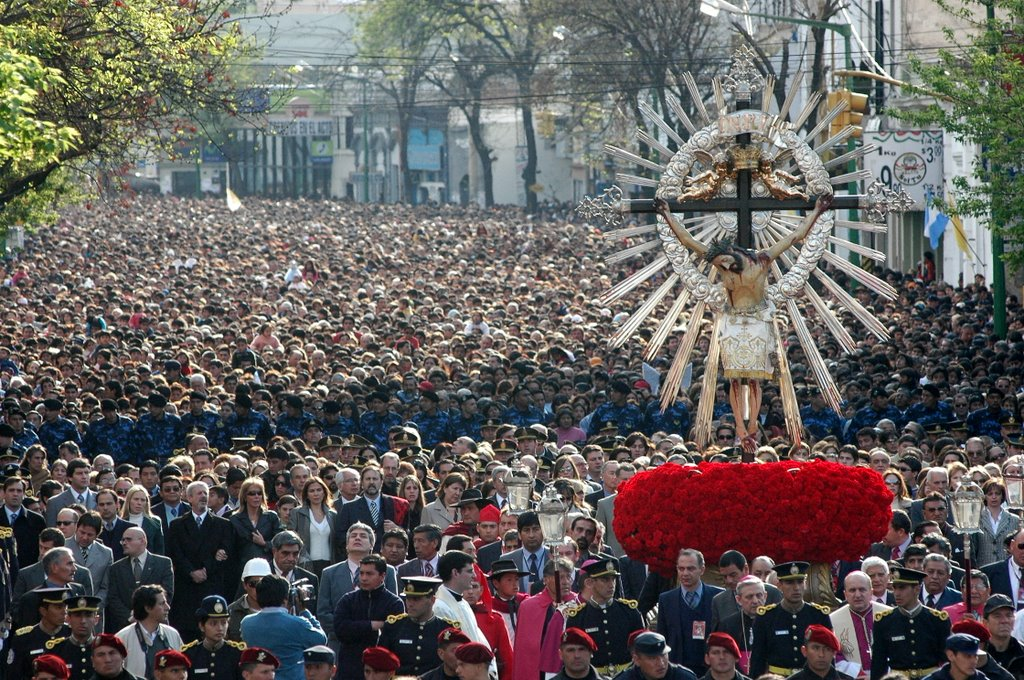
Processione in Salta, Argentina

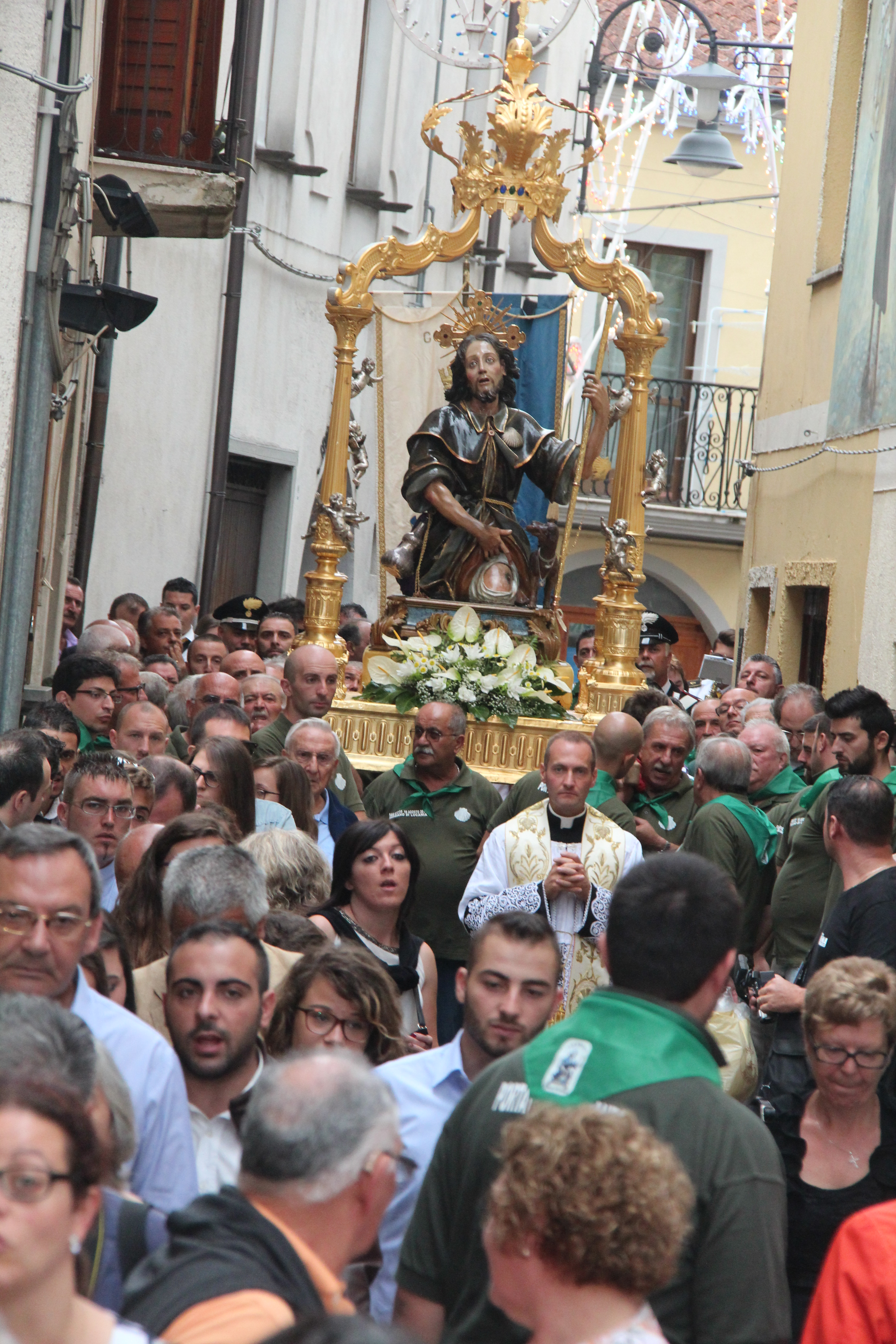
Processione di San Rocco a Satriano di Lucania

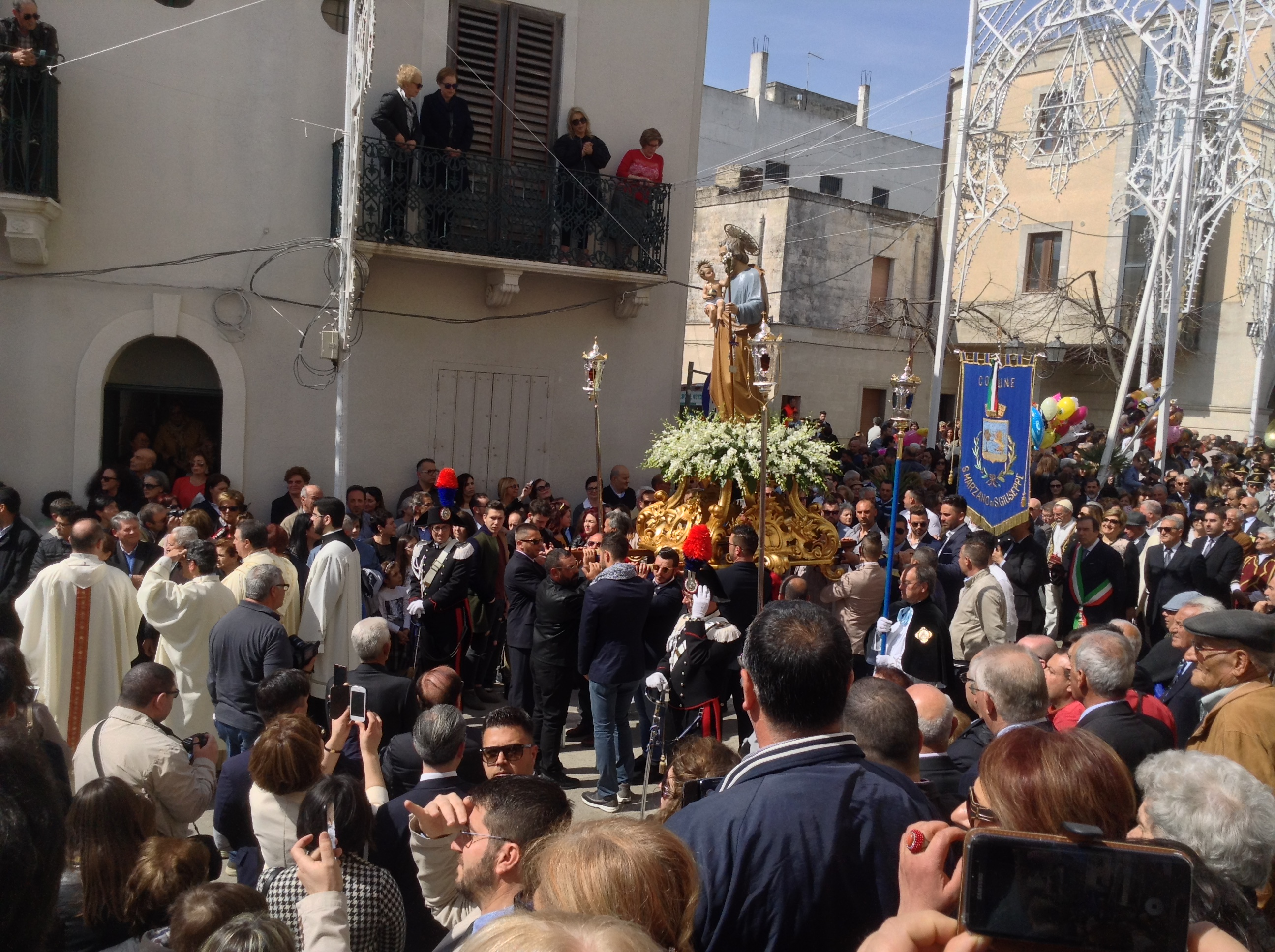
Processione delle mattre a San Marzano di San Giuseppe

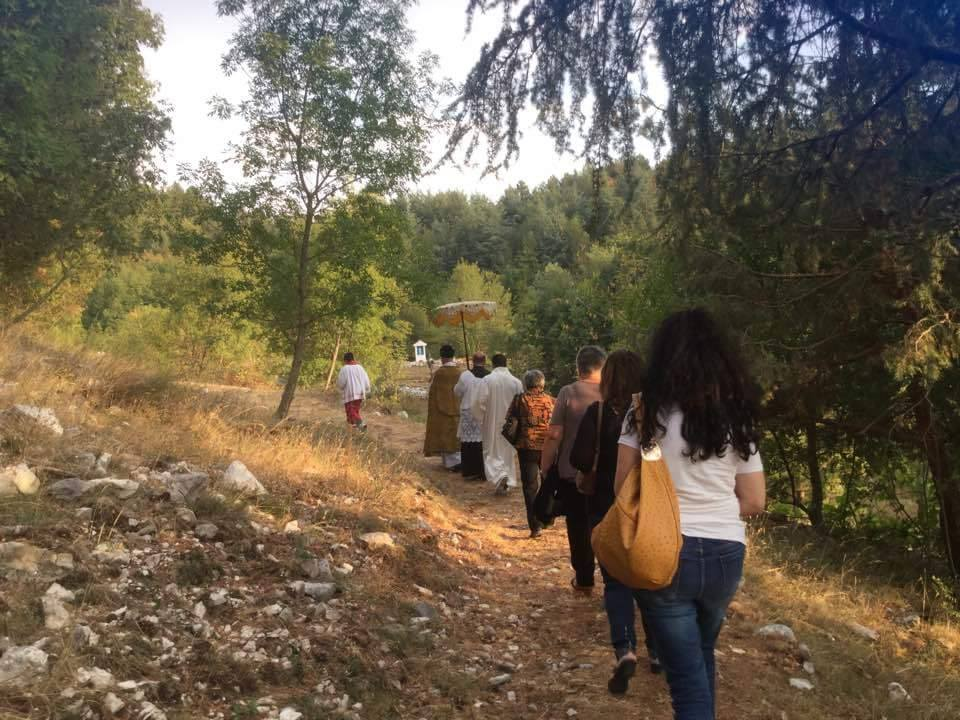
Processione Eucaristica presso il santuario del Carmine in Acquafondata

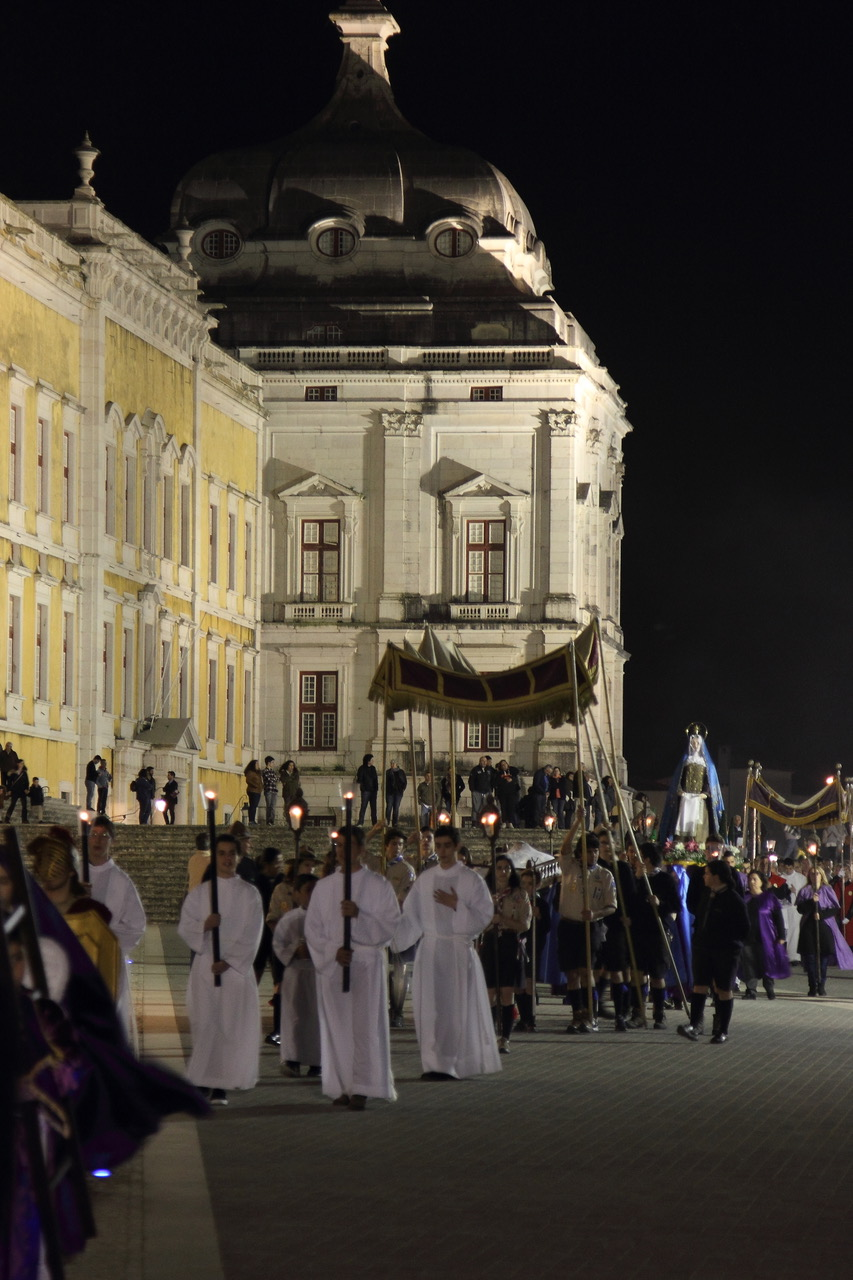
Processione del Cristo Morto della Reale e Venerabile Confraternita del Santissimo Sacramento di Mafra, Mafra (Portogallo).

Una processione è un rito a carattere religioso o profano che prevede per i partecipanti il compimento di un determinato percorso.

## Storia

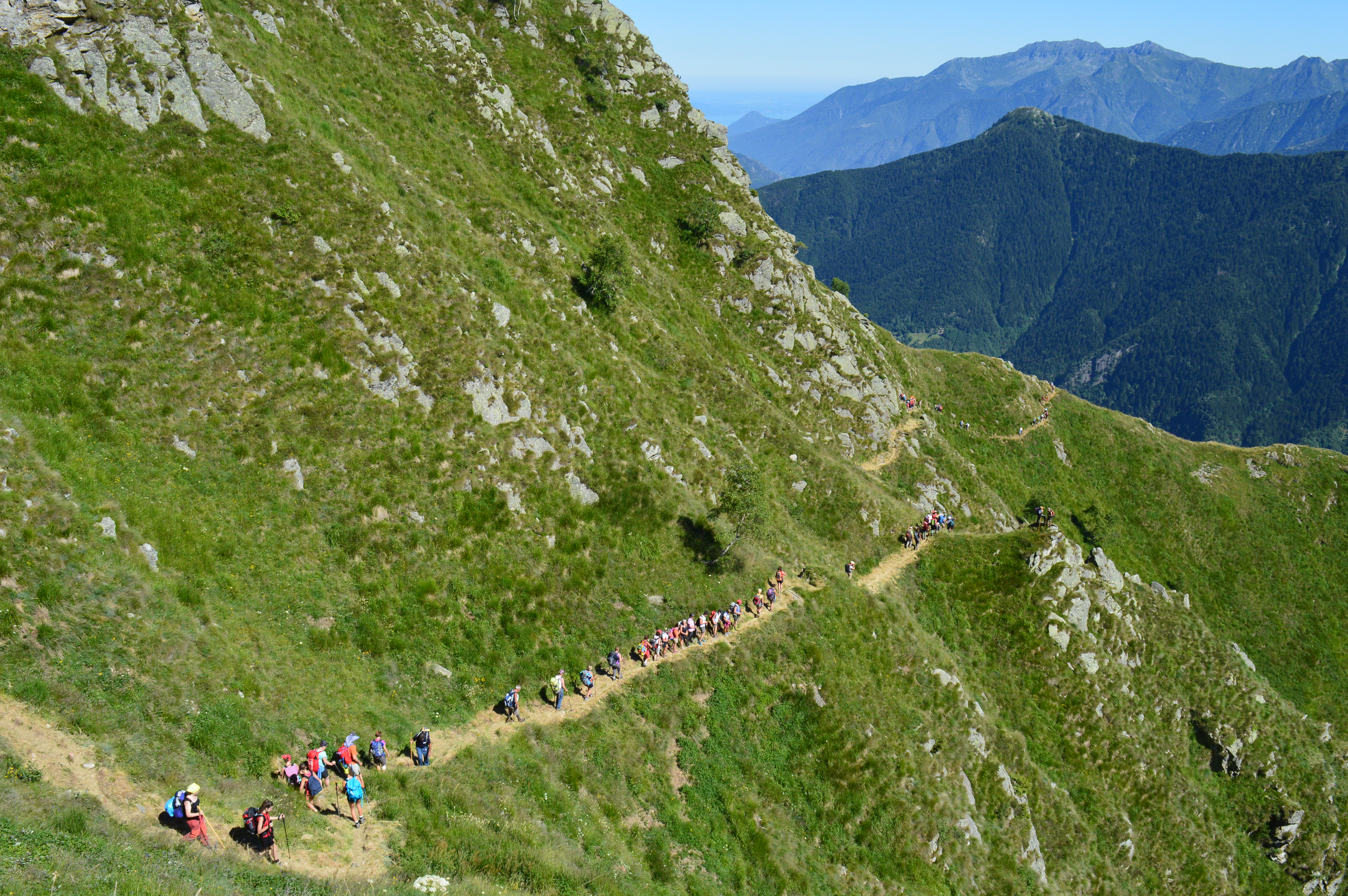
Lautani, discesa verso Montescheno

Le processioni erano in uso in varie parti del mondo antico, come in Egitto, in Grecia e a Roma. Dopo il riconoscimento del cristianesimo da parte dell'imperatore Costantino, cominciarono a svolgersi liberamente le processioni cristiane, che ebbero ulteriore impulso dopo che Teodosio I proibì il culto pagano.
La Riforma protestante ha soppresso le processioni in onore della Madonna e dei santi ed anche le processioni eucaristiche (come quella in occasioni del Corpus Domini). Mentre alcune correnti del protestantesimo come i calvinisti non approvano alcun tipo di processione, gli anglicani, i metodisti e alcune chiese luterane effettuano una processione con la croce il venerdì santo in ricordo della Passione di Gesù. In alcune località tali processioni sono organizzate insieme alle altre confessioni cristiane ed assumono un valore ecumenico.
Le processioni sono molto popolari nel cristianesimo cattolico e ortodosso, ma si trovano anche in altre religioni. Nell'induismo in occasione della Maha Shivaratri, festa in onore del dio Shiva, in varie parti dell'India vi sono processioni con carri riccamente decorati che portano una statua del dio, mentre nel buddhismo è famosa l'Esala Perahera, che si tiene nello Sri Lanka a Kandy, dove un dente appartenuto a Buddha viene portato in processione con la presenza di elefanti.

## Cristianesimo

### Liturgia
Nella liturgia di molte chiese cristiane la processione è un corteo composto da ecclesiastici e fedeli all'inizio o alla fine di un rito religioso. Essa avviene solitamente accompagnata da inni, salmodie, litanie o dal suono dell'organo o di altri strumenti. Frequente è la presenza di bande musicali che accompagnano i fedeli lungo il percorso. In alcuni feste hanno un particolare rilievo, come la domenica delle palme o il Corpus Domini.

### Devozioni popolari
Nelle processioni viene di solito trasportata a spalla una rappresentazione di figure religiose, come santi locali o figure legate alla festa celebrata, nelle forme previste dalle arti maggiori come sculture e pitture, e minori come artigianato di ebanisteria, oreficeria, ceramica, altro, talvolta a mezzo di macchine a spalla o carri trionfali.
Molte processioni, soprattutto nel centro e sud Italia sono ancora molto vive e sentite dalla popolazione. I fedeli spesso elargiscono offerte in denaro o in beni alla devozione del santo al passaggio della rappresentazione dello stesso. Alcune di esse prevedono da parte di alcuni fedeli delle prove di penitenza (come portare anche in corsa statue molto pesanti) o gesti autolesivi come l'autoflagellazione.

## Processioni celebri

### Processioni patronali
- Processione delle fascine nella festa di San Giuseppe a San Marzano di San Giuseppe
- Festa di Maria SS. del Soccorso, patrona della città di Castellammare del Golfo.
- Festa della Madonna della Visitazione a Enna
- Festa di sant'Antonio di Padova in Afragola
- Festa di San Cataldo a Taranto
- Festa del Santissimo Nome di Gesù a Contursi Terme

### Macchine a spalla
- Festa dei Ceri, Gubbio (PG)[7].
- Festa di santa Maria di mezz'agosto, Iglesias
- Festa dei Gigli, Nola (NA)[8]
- Uscita dei candelieri, Nulvi (SS)[9]
- Varia di Palmi, Palmi (RC)[10]
- Candelieri di Ploaghe, Ploaghe (SS)
- Macchina di Santa Rosa, Viterbo[11]
- Discesa dei candelieri, Sassari[12]

### Rituali festivi dei fuochi
- Le Panare di Spongano (LE) il 22 dicembre.
- Le 'Ndocciata di Agnone (IS) 8 dicembre e vigilia di Natale.
- Processione della Madonna Addolorata con le Fracchie a San Marco in Lamis.
- Zjarre madhe di San Marzano di San Giuseppe il 18 Marzo in onore di San Giuseppe

### Venerdì santo
- Processione del Cristo Morto di Latera (VT)
- Processione del Venerdì Santo di Sulmona
- Processione rossa dell'Arciconfraternita della SS.Trinità di Piano di Sorrento
- Processione del Venerdì Santo di Enna
- Processione del Venerdì Santo di Chieti
- Processione del Venerdì Santo di Savona
- Processioni del Venerdì Santo a Sorrento
- Processioni del Venerdì Santo a Sant'Agnello
- Processione dei misteri di Trapani
- Processione dei "battenti" di San Lorenzo Maggiore (BN)
- Sacri Misteri, terzo e ultimo atto della  Settimana Santa di Taranto
- Processione dei misteri di Valenzano
- Processione del Venerdì Santo a Scisciano
- Processione del Venerdì Santo ad Avellino

### Domenica di Pasqua
- Processione di Pasqua con la Madonna che véle (la Madonna che vola) ad Introdacqua (AQ)
- Processione di Pasqua con la Madonna che scappa in Piazza a Sulmona (AQ)
- Processione di Pasqua "La Ruscita" a Pratola Peligna (AQ)
- Affruntata che si svolge ogni anno in molti paesi della Calabria

### Settimana Santa
- Settimana Santa a Minori (SA)
- Settimana Santa di San Marco in Lamis (FG)
- Settimana Santa di Enna
- Settimana Santa di Ruvo di Puglia
- Settimana Santa di Molfetta
- Settimana Santa di Polistena
- Settimana Santa di Bitonto
- Settimana Santa di San Severo
- Settimana Santa a Noicàttaro (Ba)
- Settimana Santa di Sessa Aurunca (Caserta)
- Settimana Santa di Taranto
- Settimana Santa di Sulmona (AQ)
- Settimana Santa di Domusnovas
- Sacra Rappresentazione vivente della Passione del Signore (Marsala - TP)

### Animalia
- Festa di San Domenico, ovvero "dei serpari" Cocullo (AQ) 1 giorno di Maggio.

### Processioni di barche
- Processione a mare in onore di San Cataldo vescovo a Taranto, ogni 8 maggio
- Processione a mare in onore di Maria SS. del Soccorso a Castellammare del Golfo (TP), ogni 19 agosto.
- Processione a mare per la Madonna del Rosario di Pompei a Castro Marina (LE), il 12 agosto.
- Processione a mare nella sagra dell'8 Maggio di San Nicola a Bari
- Festa del mare di Gaeta[13]
- Festa del mare di Ancona;
- Festa del mare di Fano (PU);
- Festa del mare di Porto San Giorgio (AP)[14]
- Festa del Mare di Campofilone (FM)
- Festa del mare di La Spezia
- Festa del mare di Levanto[15]
- Festa del mare di Loano (SV)
- Festa del mare di Varazze (SV)
- Festa del mare di Minturno (LT)
- Festa del mare di Terracina (LT)[16]
- Festa del mare di Palmi (RC)
- Festa del mare di Porto Empedocle (AG)

### Altre manifestazioni
- Acquafondata, la "Salita della Madonna" processione del primo sabato di luglio al santuario della Madonna del Carmine.

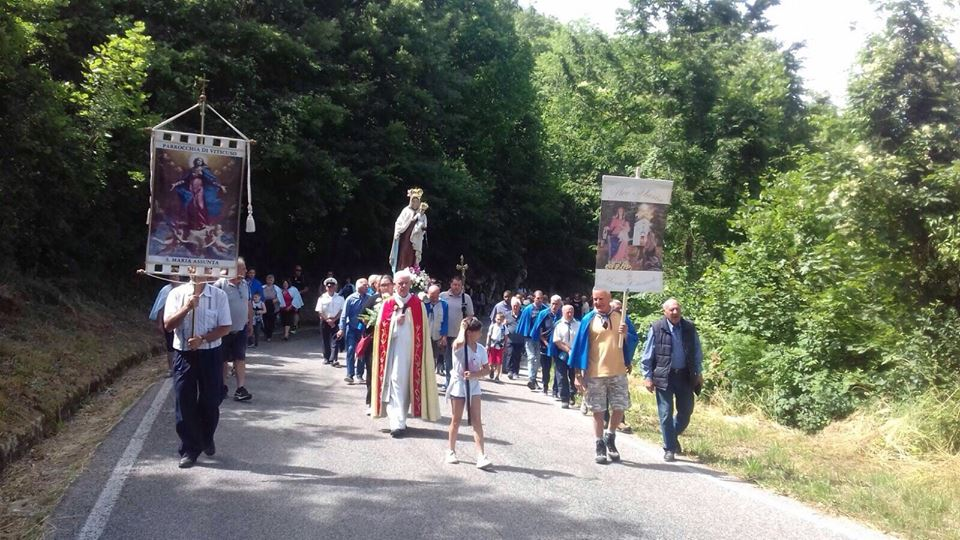
Acquafondata, la "Salita della Madonna" processione del primo sabato di luglio al santuario della Madonna del Carmine.

- Acquafondata, processione fiaccolata della Madonna del Carmine (16 luglio e 28 agosto). La suggestiva manifestazione si snoda dal piccolo santuario mariano, presso il passo delle Serre, fino alla Parrocchia del paese circa 2km a valle.
- Affruntata
- Processione delle Barette del Venerdì Santo a Messina
- Festa del Soccorso (San Severo)
- Processione della desolata a Canosa di Puglia
- Festa della Madonna della Consolazione
- Festa di Sant'Agata a Catania
- Festa di sant'Efisio a Cagliari
- Processione della Madonna del Miracolo a Taviano (LE)- Terza Domenica di febbraio
- Processione delle Vare a Caltanissetta
- Festa di Nostra Signora di Montallegro a Rapallo
- Processione dei ceri in onore della Madonna delle Grazie. Santuario di Velletri
- Festa dell'Esaltazione della Santa Croce (Lucca), processione detta Luminara.
- Festa di San Rocco a Palmi con "corteo degli Spinati".
- Festa della Beata Vergine della Mercede di Sassari
- Rito delle cento onze e “patto sanguinario” (Palermo - Festa dell’Immacolata Concezione)
- Processione del Voto alla Madonna delle Grazie a Sassari.
- Perdòn de Barbana
- Festa di Sant'Alfio a Lentini (Siracusa)
- Festa di Sant'Alfio a Trecastagni (descritta anche da Giovanni Verga ne I Malavoglia)[17]
- Processione dei Misteri a Campobasso
- Processione mattutina dei Ceri e delle Compagnie dei pellegrini e processione serale del Carro Trionfale della Madonna del Pozzo di Capurso
- Festa di santa Rosalia, localmente detta il "Festino" (Palermo)
- Festa della Madonna della Mercede (Palermo-Capo)
- Festa dell'Immacolata Concezione, primaria patrona della città di Palermo (Palermo)
- Processione di Maria Santissima del Monte Carmelo(Palermo)
- Festa dei ss. Cosma e Damiano (Palermo-Sferracavallo)
- Festa del SS. Crocifisso (Monreale-Palermo)
- Sacra rappresentazione dei Talami (Orsogna) Lunedì di Pasqua e Ferragosto
- Processione dei Misteri Viventi (Processione del Giovedì Santo) a Marsala (TP)
- Festa di Maria SS. del Lume (Porticello - Palermo)
- Processione di San Michele Arcangelo a San Marco in Lamis (FG)
- Pellegrinaggio a piedi da San Marco in Lamis a Monte Sant'Angelo (FG)
- Processione di Santa Maria del Carmelo che, dal 1864, si tiene ogni 16 luglio a Santa Teresa di Riva (ME)

Traslazione Madonna di Casaluce 15 ottobre e 15 giugno tra (Aversa) e (Casaluce
- Processione di San Germano di Capua a Scisciano
- Pellegrinaggio di 2-3 km in onore della Madonna delle grazie il 2 luglio a San Marzano di San Giuseppe